# Đám mây mặc quần
Đám mây mặc quần (tiếng Nga: Облако в штанах) – là một trường ca nổi tiếng của nhà thơ Vladimir Vladimirovich Mayakovsky viết trong năm 1914 và Osip Brik phát hành lần đầu vào năm 1915.
Đám mây mặc quần được coi là kiệt tác của Mayakovsky. Bài thơ tình với cảm xúc mãnh liệt đến mức hoang dại. Nhà thơ tạo nên một hình thức mới, một hơi thở mới cho thơ ca Nga bằng việc cắt đứt vần điệu, trộn lẫn ngôn ngữ nói, cách thức biểu đạt thô thiển với những câu thơ mềm mại. Người ta vẫn thường so sánh Mayakovsky với T. S. Eliot (1885-1965) – nhà thơ Anh, nhà cách tân thơ ca Anh-Mỹ nửa đầu thế kỉ XX.

## Lịch sử
Theo những người bạn của Vladimir Mayakovsky, trường ca lấy cảm hứng từ một chuyến đi của nhóm Futurists đến thành phố Odessa. Tại đây Mayakovsky đã gặp một người phụ nữ xinh đẹp tên là Maria Denisova và đã yêu cô tha thiết. Mặc dù rất hâm mộ nhà thơ nhưng cô đã từ chối mối quan hệ thân mật với ông. Tất cả nỗi đắng cay của mối tình bất hạnh này được Maia trút vào trường ca này. Tuy vậy, suốt cả trường ca, nhà thơ với vai trò của Sứ đồ thứ mười ba – (tên gọi lúc đầu bị kiểm duyệt thay đổi), là sự tượng trưng của một cuộc cách mạng sắp đến. Trường ca viết xong năm 1915, có 4 phần. Mỗi phần có một ý đồ nhất định. “Đả đảo tình yêu các người”, “đả đảo nghệ thuật các người”, “đả đảo trật tự các người”, “đả đảo tôn giáo các người”. Bốn tiếng kêu “đả đảo” này được dùng làm đầu đề cho 4 phần của tác phẩm” – Mayakovsky viết như vậy trong lời nói đầu của lần in thứ hai.
Ấn bản đầu tiên của trường ca, với nhiều cắt xén của kiểm duyệt, được Osip Brik phát hành tháng 9 năm 1915. Năm 1916 nó được tái bản bởi các nhà xuất bản “Cánh buồm” (Парус) cũng với nhiều cắt xén. Lần đầu tiên toàn bộ trường ca với nội dung đầy đủ được xuất bản vào đầu năm 1918 tại Moskva bởi nhà xuất bản ASIS (АСИС – Hiệp hội Nghệ thuật xã hội chủ nghĩa).
Trường ca nổi tiếng này của Vladimir Mayakovsky đã được dịch đầy đủ ra tiếng Việt.